# Toygan Avanoğlu
Toygan Avanoğlu (* 19. Januar 1979 in Konya) ist ein türkischer Schauspieler.

## Biografie
Toygan Avanoğlu wurde am 19. Januar 1979 in Konya geboren. In seinen jungen Jahren spielte er Basketball. Anschließend studierte er am Müjdat Gezen Sanat Merkezi. Sein Debüt gab er 2009 in dem Film Kanal-İ-Zasyon. 2012 bekam er eine Rolle in Düşman Kardeşler. Außerdem spielte er 2017 in dem Film Yol Arkadaşım die Hauptrolle. Von 2017 bis 2018 war Avanoğlu in der Serie Yeni Gelin zu sehen. 2019 heiratete er Şiva Behrouzfar. Zudem wurde Avanoğlu für den Film Dünya Bu gecastet.

## Filmografie (Auswahl)
Filme
- 2009: Kanal-İ-Zasyon
- 2013: Kedi Özledi
- 2017: Ayla
- 2019: Hababam Sınıfı Yeniden
- 2023: Bursa Bülbülü

Serien
- 2012: Düşman Kardeşler
- 2013: Das osmanische Imperium – Harem: Der Weg zur Macht
- 2014–2015: Güzel Köylü
- 2016: Hanım Köylü
- 2017–2018: Yeni Gelin
- 2018: Meleklerin Aşkı
- 2019–2021: Kuzey Yıldızı İlk Aşk
- 2023: Dünya Bu

Sendung
- seit 2021: Güldür Güldür